# ترنگانا
ترنگانا (به صربی: Trnjana) یک منطقهٔ مسکونی در صربستان است که در پیروت واقع شده‌است. ترنگانا ۱۵۷ نفر جمعیت دارد.